# Marand
Marand (persiska مرند) är en stad i nordvästra Iran. Den ligger i provinsen Östazarbaijan och har cirka 130 000 invånare.